# Бургенланд
47°30′0″ пн. ш. 16°25′0″ сх. д. / 47.50000° пн. ш. 16.41667° сх. д.
Бургенланд (нім. Burgenland, хорв. Gradišće, словен. Gradiščansko, угор. Várvidék, Őrvidék або угор. Felsőőrvidék, чеськ. Hradsko) — найсхідніша і найменш населена федеральна земля в Австрії. Територія Бургенланда поділяється на два штатутарштадти (міста, прирівняні в адміністративному відношенні до округів) і сім округів, що складаються, в свою чергу, з 171 комуни. Протяжність території з півночі на південь становить 166 км, при цьому протяжність з заходу на схід у найвужчому місці (в Зіграбені) становить всього 5 км. Столиця і найбільше місто — Айзенштадт.
Бургенланд — наймолодша із земель Австрії, набула статус землі в 1921 році.

## Назва
Регіон не був окремим територіальним утворенням і не мав ніякої назви до 1921 року. До кінця Першої світової війни німецькомовну західну прикордонну область Угорщини іноді неофіційно називали Дойч-Вестунгарн (німецька Західна Угорщина).

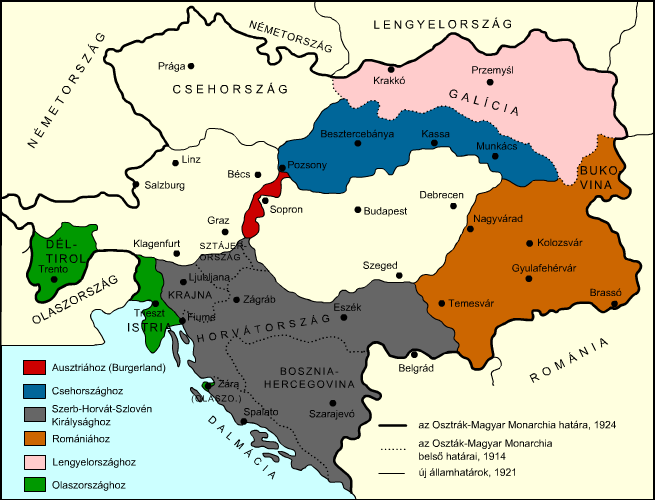
Розділ Угорського королівства за Тріанонським договором

Назву Фірбургенланд (Земля Чотирьох Замків) вигадав у 1919 році Одо Ретіг. Вона була отримана з назв чотирьох угорських вармедьє (німецькою комітат, округів), відомих угорською як Пожонь, Мошон, Шопрон і Ваш, або німецькою як Пресбург, Візельбург, Еденбург і Айзенбург. Після того як місто Пожонь/Пресбург відійшло до Чехословаччини число фір прибрали, але назву зберегли, тому що вона відповідала області з численними старими прикордонними замками. Назва Бургенланд була офіційно прийнята першим засіданням Ландтагу в 1922 році.
В угорській мові німецька назва є загальноприйнятою, однак є три сучасних варіанти, що використовуються угорськими діаспорами. Угорський переклад німецької назви, Варвідек, вигадав Ласло Юхас, спеціаліст з регіону, в 1970-х роках, і вона стає все популярнішою, особливо в туристичній літературі. Інші дві назви — Ервідек та Фельше-Ервідек — походять від назви найголовнішого старого анклаву угорської мови, Фельше-Ершег. Це невелика область навколо міста Фельшеєр/Оберварт, таким чином нові назви трохи вводять в оману, проте вони іноді використовуються.
Хорватська і словенська назви Градище та Градищансько є перекладами німецької назви.

## Символи
Герб був прийнятий в 1922 році після створення нової землі. Він був складений з гербів двох впливових середньовічних родин регіону графів Надьмартон і Фракно (Маттерсдорф-Форхтенстен, орел на скелі) і графів Неметуйвар (Гюссінг, три смуги червоного та білого хутра). На прапорі Бургенланд дві смуги: червона і золота, що повторюють кольори герба. Прапор був офіційно прийнятий в 1971 році.

## Географія

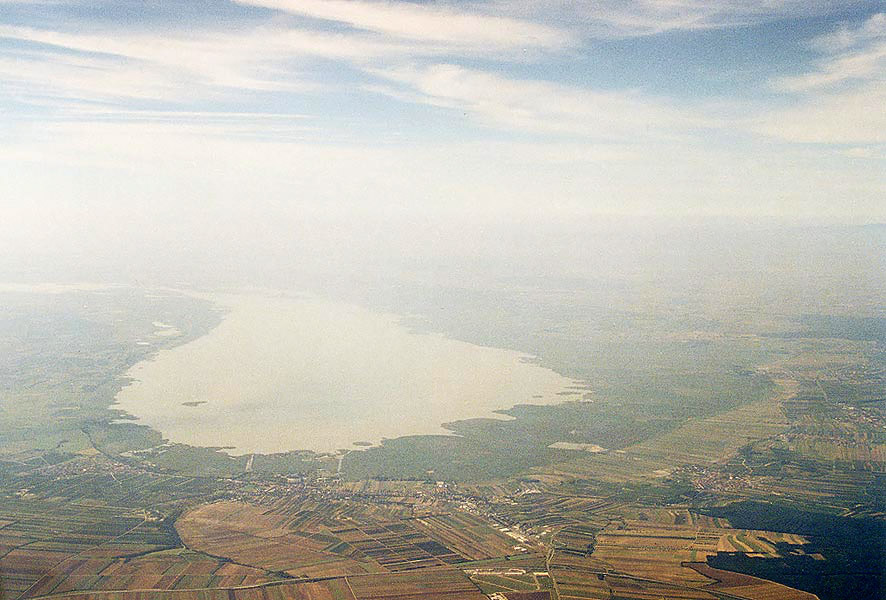
Вид на озеро Нойзідлерзе

Площа території 3 961,80 км² (7-е місце). Найвища точка — Ґешрібенштайн (884 метри), нижча — 114 метрів близько Апетлона. У Бургенланда дуже велика протяжність кордону: на заході межує із землями Нижня Австрія і Штирія, на північному сході з Словаччиною, на сході з Угорщиною, на півдні зі Словенією. Кордон між Бургенландом та Угорщиною проходить також через озеро Нойзідлер, відоме своїм очеретом, невеликою глибиною, а також помірним кліматом упродовж усього року. Нойзідлерзе — найбільше озеро Австрії, що є популярним місцем для орнітологів, туристів і серфінгістів.

## Адміністративно-територіальний поділ
Бургенланд складається з двох штатутарштадтів (Руст і Айзенштадт) та семи округів. З півночі на південь:

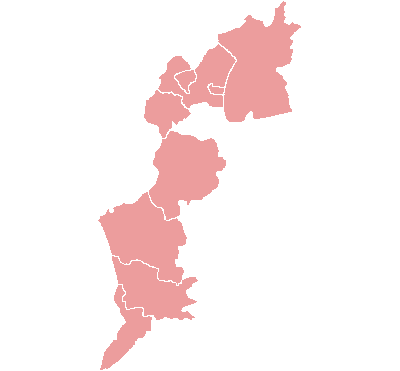
Округи Бургенланду

| Округи і штатутарштадти (з півночі на південь) |             |           |                                    |                          |
| Назва                                          | Площа (км²) | Населення | Номерні знаки транспортних засобів | Адміністративний центр   |
| Нойзідль-ам-Зе                                 | 1.038,65    | 52.618    | ND                                 | Нойзідль-ам-Зе           |
| Айзенштадт-Умгебунг                            | 453,14      | 39.582    | EU                                 | Айзенштадт               |
| Руст                                           | 20,01       | 1.804     | E                                  | Руст                     |
| Айзенштадт                                     | 42,91       | 12.190    | E                                  | Айзенштадт               |
| Маттерсбург                                    | 237,84      | 38.129    | MA                                 | Маттерсбург              |
| Оберпуллендорф                                 | 701,49      | 37.402    | OP                                 | Оберпуллендорф           |
| Оберварт                                       | 732,62      | 53.278    | OW                                 | Оберварт (угор. Felsőőr) |
| Гюссінг                                        | 485,44      | 26.534    | GS                                 | Гюссінг                  |
| Єннерсдорф                                     | 253,35      | 17.752    | JE                                 | Єннерсдорф               |

## Політика
Уряд землі Бургенланд складається з семи членів, які засідають, згідно з конституцією землі, за «пропорц-системою», що враховує найбільші фракції у ландтазі. Після виборів ландтагу 2020-ого року Соціал-демократична партія Австрії має чотирьох урядових членів, а Австрійська народна партія три. Головою землі є Ганс Петер Доскоціл, який отримав цю посаду у 2019 році. На виборах ландтагу 2020-ого року Соціал-демократична партія отримала абсолютну більшість голосів.

## Населення
У економічно важкому часі після Першої світової війни багато мешканців Бургенланда емігрували в 1920-их роках в США, наслідком цього місто Чикаго стало найбільшим містом бургенландців. Проте також через економічні трудощі в часі Залізної завіси економічний розвиток Бургенланда не міг змагатися з рештою Австрії, і навіть сьогодні багато бургенландців змушені їздити у Відень на заробітки. Лише повільно через великі сприяння від ЄС та розширення ЄС на схід, у Бургенланді виникають можливості на добрі робочі місця.
При переписі населення 1991 року 29 тисяч людей вказали, що вони є бургенландськими хорватами (за оцінками самої народної групи: 45 тисяч). Приблизно 5 тисяч людей вважають себе бургенладськими угорцями (за їхніми оцінкам 25 тисяч). 122 людей вказали циганську як материнську мову. Справжнє число циган у Бургенланді лежить, мабуть, також вище.